# Luís de Meneses
Pour les articles homonymes, voir Meneses.
Luís de Meneses, 3e comte d'Ericeira, né à Lisbonne le 22 juillet 1632 et mort dans la même ville le 26 mai 1690, est un militaire, homme politique et historien portugais, frère de Fernando de Menezes.

## Biographie
Il est connu pour avoir formé une galerie de tableaux où figuraient de nombreuses œuvres du Bernin et de Lebrun.
On lui doit une Vie de Scanderbeg (en portugais, 1688) et une Histoire de la restauration du Portugal (2 vol, 1679 et 1698).